# Johann Gutslaff
Johann Gutslaff, névváltozatok: Johann(es) Gütslaff vagy Gutsleff (?, Daber (ma Dobra Nowogardzka, Lengyelország – Tallinn, 1657. március 21. (temetésének napja)) balti német evangélikus lelkész, író, a võro nyelv egyik első leírója

## Élete
Teológiát hallgatott a Greifswaldi Egyetemen és a Lipcsei Egyetemen, ezután Pomerániából a Baltikumba költözött. Észak-Livóniában nagyon gyorsan megtanulta a helyi nyelvet. 1639-ben egy tanévet töltött a Tartui Egyetemen. 1642-től lelkészként dolgozott Urvastében. Munkáiban a Biblia és a kereszténység üzenetét tolmácsolta a helyi paraszti lakosság felé. Ő volt a võro nyelv legelső szisztematikus nyelvtanának megalkotója, a mű címe Observationes Grammaticae circa linguam Esthonicam, s Tartuban jelent meg 1648-ban. Võro nyelvre fordította az Ószövetséget, e munkái töredékesek, 1648 és 1656 közt keletkeztek.
Az 1642. évi urvastei és sõmerpalui parasztfelkelésekről írt jelentés mellett fontos feljegyzéseket készített kora észt népi hitvilágáról is. Tartuban 1644-ben jelent meg e megfigyeléseket tartalmazó munkája, a Kurtzer Bericht und Unterricht von der Falsch-heilig genandten Bäche in Lieffland Wöhhanda, amelybe azt írja az észtekről hogy "nem tudnak többet a keresztény hitről annál, hogy megkeresztelkedtek". A munka különösen fontos forrás a pogány észt hitvilág Pikne nevű időjárási istenéhez.
1656-ban Gutslaff Tallinnba költözött, ahol egy évvel később pestisben elhunyt. Az urvastei templomban 1973-ban emléktáblát helyeztek el tiszteletére.

## Fordítás
- Ez a szócikk részben vagy egészben  a   Johann Gutslaff című német Wikipédia-szócikk ezen változatának fordításán alapul.  Az eredeti cikk szerkesztőit annak laptörténete sorolja fel. Ez a jelzés csupán a megfogalmazás eredetét és a szerzői jogokat jelzi, nem szolgál a cikkben szereplő információk forrásmegjelöléseként.